# Вільгельм Гассе
Вільгельм Отто Освальд Гассе (нім. Wilhelm Otto Oswald Hasse; нар. 24 листопада 1894, Нейссе — пом. 21 травня 1945, Пісек) — німецький воєначальник часів Третього Рейху, генерал від інфантерії (1944) вермахту. Кавалер Лицарського хреста Залізного хреста з дубовим листям (1945). Учасник Першої та Другої світових війн. Помер у таборі військовополонених від поранень, зазнаних 8 травня 1945 року.

## Біографія
Військова кар'єра
- 6 жовтня 1913 — фанен-юнкер
- 4 жовтня 1914 — лейтенант
- 20 червня 1918 — обер-лейтенант
- 1 лютого 1927 — гауптман
- 1 лютого 1934 — майор
- 1 серпня 1936 — оберст-лейтенант
- 1 березня 1939 — оберст
- 1 лютого 1942 — генерал-майор
- 1 січня 1943 — генерал-лейтенант
- 1 серпня 1944 — генерал від інфантерії

Вільгельм Гассе народився 24 листопада 1894 року у місті Нейссе у провінції Верхня Сілезія. 6 жовтня 1913 року поступив на військову службу фанен-юнкером у 86-й Шлезвіг-гольштейнський фузилерний полк прусської армії. З 1 липня до 4 серпня 1914 року на навчанні у військовому училищі Касселя. З 8 серпня командир взводу 86-го полку, бився на Західному фронті, бої в Бельгії, штурм Льєжа, при Монсі, в Другій шампанській битві, на Соммі. З листопада 1916 року командир роти свого полку, за час боїв був неодноразово поранений. З березня 1917 року батальйонний ад'ютант, пізніше полковий ад'ютант. Відзначений Залізним хрестом обох ступенів, іншими орденами та медалями.
Після війни виведений до резерву, згодом продовжив службу у рейхсвері. Посідав командні, штабні та викладацькі посади у різних частинах та установах. Восени 1927 року прийнятий на службу до департаменту підготовки сухопутних військ Імперського міністерства оборони Веймарської республіки. З 21 травня 1935 року офіцер для особистих доручень командувача сухопутних військ вермахту. 15 вересня 1938 року призначений начальником оперативного управління одного з підрозділів Генерального штабу, з початком Другої світової війни — начальник оперативного управління групи армій «B».
З 10 грудня 1940 року оберст Гассе — начальник штабу 18-ї польової армії генерала артилерії Георга фон Кюхлера. Здійснював безпосереднє планування до вторгнення у Радянський Союз.
22 червня 1941 року частини армії перейшли радянсько-німецький кордон і вторглися в межі СРСР. Зломивши опір військ Північно-Західного фронту, частини армії зайняли велику частину Литви, увійшли на територію Латвії, зайняли Ригу, вторглися на територію Естонії. У ході важких боїв кінця літа 1941 року з'єднання армії повністю зайняли Естонію, підійшли впритул до Ленінграда, почали операцію із захоплення Моонзундських островів. Не зумівши з ходу захопити місто і знищити плацдарм радянських військ у районі Оранієнбаума, 18-та армія зайняла оборонні позиції.
У січні 1942 року Вільгельм Гассе отримав призначення на посаду начальника штабу групи армій «Північ», що здійснювала блокаду Ленінграда. 1 січня 1943 року йому присвоєне військове звання генерал-лейтенант, але вже наприкінці січня його відсторонили від посади і відправили до резерву фюрера. 5 листопада 1943 року він призначений командиром командир 30-ї піхотної дивізії, що займала позиційну оборону поблизу Ленінграда. З квітня до травня 1944 року виконувач обов'язків командира 2-го армійського корпусу, а з 15 липня — став командиром цього корпусу.
30 березня 1945 року очолив 17-ту армію, яка вела бої на Східному фронті, у Верхній Сілезії, в районі Бреслау. На початку травня армія капітулювала. 8 травня командувач армії генерал Гассе був поранений радянським солдатом та потрапив у табір військовополонених. 21 травня помер від поранень у таборі поблизу чехословацького міста Пісек.